# False Evidence
False Evidence é um filme de drama mudo britânico de 1922, dirigido por Harold M. Shaw e estrelado por Edna Flugrath, Cecil Humphreys e Teddy Arundell. Foi adaptado de um romance de E. Phillips Oppenheim.

## Elenco
- Edna Flugrath - Maude Deveraux
- Cecil Humphreys - Rupert Deveraux
- Teddy Arundell - Hilton
- E. Holman Clark - Sir Frances Arbuthnot
- Frank Petley - Herbert Arbuthnot
- Eric Lugg - Hugh Arbuthnot
- Constance Rayner - Marian Arbuthnot